# Dunn (Carolina del Nord)
Dunn è una città della Contea di Harnett, Carolina del Nord negli Stati Uniti d'America, la cui popolazione ammonta a 9 196 persone secondo il censimento del 2000.
È il luogo di nascita del chitarrista rock and roll Link Wray e del generale William C. Lee, fondatore dell'Aeronautica militare degli Stati Uniti d'America. Lo slogan della città è "Si trova tutto proprio qui" ("It's all right here.", in inglese).